# Afroleptomydas vansoni
Afroleptomydas vansoni är en tvåvingeart som beskrevs av Hesse 1969. Afroleptomydas vansoni ingår i släktet Afroleptomydas och familjen Mydidae.
Artens utbredningsområde är Botswana. Inga underarter finns listade i Catalogue of Life.